# Полещуки

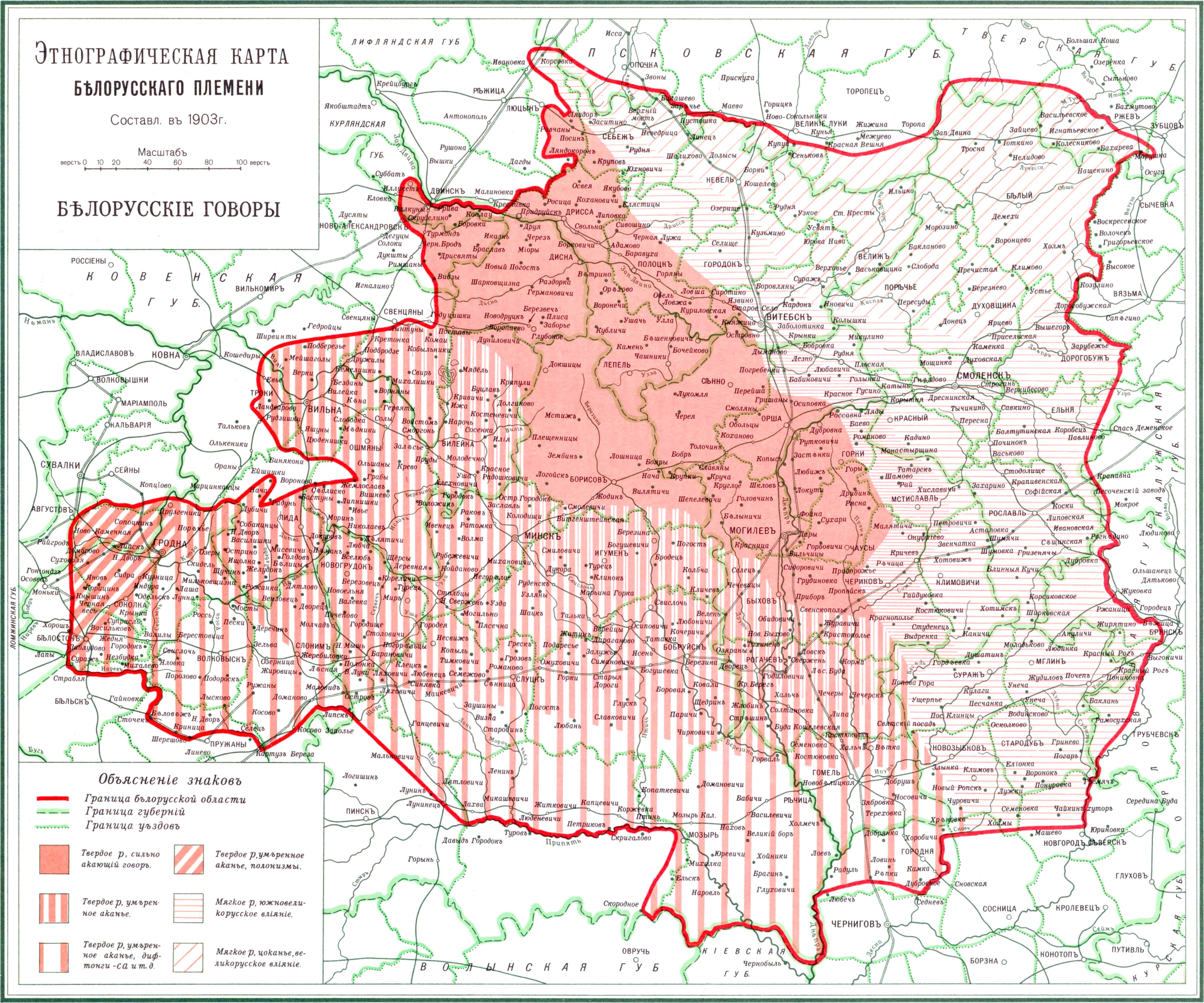
Этнографическая карта Е. Ф. Карского, 1903. К белорусскому племени отнесена только часть Восточного Полесья

Полещуки́ (укр. поліщуки; бел. палешукі; пол. poleszucy) — этническая группа, коренное население Полесья. Термин «полещук» является экзоэтнонимом и как самоназвание жителями Полесья употребляется редко. Жители Полесья сохранили многие архаичные черты в материальной и духовной культуре, языке и самосознании.

## Исследование
В этническом отношении наиболее примечательными являются западные полещуки — восточнославянская этническая общность, обладающая некоторыми признаками самобытного, но не сложившегося до конца этноса. По условиям хозяйствования среди западных полещуков выделяются три группы населения:
- лесовы́е люди — жители деревень, примыкающих к лесу;
- полевики́, полюхи́ или пульвина́ — жители поселений, около которых не было леса или болот;
- болотюки́, багнюки́ или боло́тенные люди — жители деревень, примыкающих к болотам, иногда жили на возвышениях среди болот; наименее значимая группа.

```
Ой мороз, мороз, не зморозь мэне
Ой не так мэне, як коне мого;
Ой помэрзли ручки, коне ведучи,

Ой коне ведучи, сброю несучи.
Хороша сброя государская,
Ой тяжола бо служба солдатская.

Ой, доленька моя, дай несчастная.
Жена мужа зненавидила,
Повела в вышнев сад дай повисыла

На высоком древы дай на яблоны;
Пришшови до дому, сила за столом,
Ой сила за столом дай пыше пэром:

Цепер же мни дай погуршало
Щой дзилонька дай побульшола.
Ой пойдуж я у сад по милого назад:

День добры, милы, чи жив, чи здоров,
Чи жив, чи здоров, чи нависивса,
Вышиевых яблочок дай накушивса,

Солдатских песен дай наслушився.

```

Ещё в XIX веке ряд исследователей (М. Ф. Довнар-Запольский, Шендрик и др.) отмечал наличие у западных полещуков заметных особенностей в физическом облике. Ю. Талько-Гринцевич на основе антропологических черт выделял полещуков в самостоятельную группу, хотя и отмечал их близость к белорусам. П. М. Шпилевский отличал полесский язык от белорусского и украинского и очертил границы его распространения. Ю. Обрембский считал возможным выделить население Полесья в отдельную этнографическую группу. П. О. Бобровский пришел к выводу, что полещуки — народность, отличная и от белорусов, и от украинцев, хотя и имеющая с ними множество сходств. Схожие взгляды были и у И. Зеленского. Этнографические особенности населения Полесья отмечал А. Г. Киркор.
Между тем, большинство исследователей середины XIX — начала XX века относили жителей Полесья к украинцам, а их язык — к диалекту украинского языка. В атласах Р. Ф. Эркерта и А. Ф. Риттиха, работах историков М. О. Кояловича, Л. Василевского, этнографов Е. Ф. Карского и Е. Р. Романова. Так, по данным Гродненского губернского статистического комитета за 1869 год, в Брестском уезде украинцы составляли 51,35 % населения, в Кобринском — 69,59 %.
Часть исследователей считала, что население Западного Полесья всё же ближе к белорусам, чем к украинцам. Таких взглядов придерживались М. В. Довнар-Запольский, И. Эремич и Е. Бялыницкий-Бируля.
В 1930 году А. К. Сержпутовский издал книгу под названием «Прымхі і забабоны беларусаў-паляшукоў» (БАН. Менск. 1930), что в переводе означает «Суеверия и предрассудки белорусов-полещуков». В разгар борьбы с белорусскими национал-демократами книга была признана «нацдемовской» и изъята из публичного доступа.
В 1934 году была создана Комиссия научных исследований Восточных земель, которая в сотрудничестве с Институтом исследований национальных проблем (Польша) отправила экспедицию в Западное Полесье во главе с Юзефом Обрембским.
Ценным артефактом является полесский фотоархив Луизы Арнер Бойд, который она сделала в 1934 году, открывший Западной Европе и Америке неповторимый колорит природы «Белорусской Амазонии» и аутентичный быт и культуру её жителей.
В 1989 году в Беларуси было создано общественно-культурное общество «Полісьсе» с центром в Пинске, которое отстаивало идею существования восточнославянского полесского народа, отличного от белорусов и украинцев.
| - Полещуки |

## Язык
Язык жителей Западного Полесья (полещуков) может рассматриваться и как западнополесская группа говоров белорусского языка, и как самостоятельный восточнославянский западнополесский микроязык, и как западнополесский говор северного наречия украинского языка.

## Национальная одежда
Уникальной является и бытовая культура полещуков, особенно национальная одежда. В Давид-Городке и некоторых близких к нему селах женщины на голове сооружали мягкую конструкцию, которая называлась «голова».

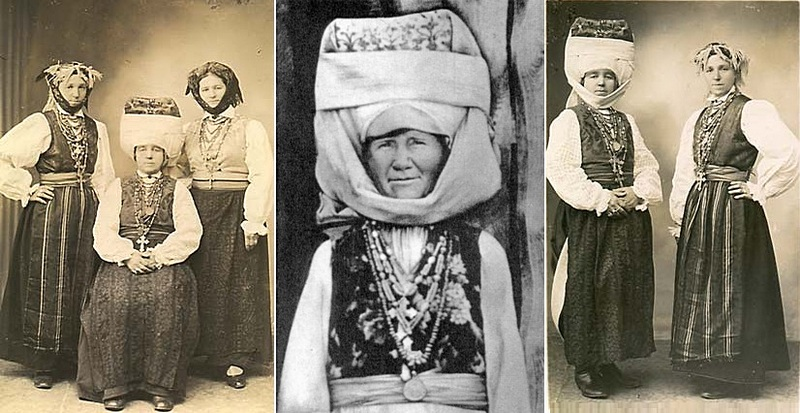
Женский строй (костюм) Давид-Городка

## Тутэйшие
После включения Западного Полесья в состав Полесского воеводства межвоенной Польской Республики польские власти проводили политику «отрыва» местного населения от украинского и белорусского влияния. В результате во время переписи населения 1931 года в Полесском воеводстве 707 тысяч человек (64 % населения воеводства) назвали свой язык «местным» (пол. tutejszy). В целом, термин «тутэйшие» соответствует термину «полещуки» — за исключением того, что, в отличие от экзоэтнонима «полещуки», «тутэйшие» является самоназванием, не являющимся, однако, этнонимом.

## Этногеномика
Генетические исследования, произведённые по генофонду Y-хромосомы, показали, что максимальное родство популяции белорусского Полесья (на пространстве Мозырь-Пинск-Брест) имеют с украинцами; степень родства с другими белорусскими популяциями несколько меньше, что свидетельствует о том, что генофонд белорусского Полесья сохраняет историческое сходство с популяциями Украины. Исследование по митохондриальной ДНК популяций Полесья, напротив, обнаруживает примерно тот же уровень отличий от украинского генофонда, что и в популяции белорусов.